# Vladimir Belyaev (football)
Pour les articles homonymes, voir Vladimir Belyaev et Belyaev.
Vladimir Georgievich Belyaev est un footballeur russe, international soviétique, né le 15 septembre 1933 à Naltchik et mort le 23 janvier 2001.
Il évolue au poste de gardien du milieu des années 1950 au milieu des années 1960.

## Biographie
Il effectue toute sa carrière au Dinamo Moscou. 
Sélectionné pour la première fois le 15 août 1957 lors d'une rencontre qualificative de la coupe du monde 1958 contre la Finlande, il fait partie du groupe, mais ne prend part à aucune rencontre lors du tournoi, barré par l'indéboulonnable Lev Yachine. Même situation en 1960, où il participe à un match des éliminatoires, mais ne participe pas à l'Euro remporté par son pays.

## Statistiques
| Saison                | Club                  | Championnat           | Championnat | Championnat | Coupe(s) nationale(s) | Coupe(s) nationale(s) | Total | Total |
| Saison                | Club                  | Division              | M.          | B.          | M.                    | B.                    | M.    | B.    |
| 1953                  | Dynamo Moscou         | D1                    | -           | -           | 1                     | 0                     | 1     | 0     |
| 1954                  | Dynamo Moscou         | D1                    | -           | -           | -                     | -                     | 0     | 0     |
| 1955                  | Dynamo Moscou         | D1                    | -           | -           | -                     | -                     | 0     | 0     |
| 1956                  | Dynamo Moscou         | D1                    | 3           | 0           | -                     | -                     | 3     | 0     |
| 1957                  | Dynamo Moscou         | D1                    | 10          | 0           | 2                     | 0                     | 12    | 0     |
| 1958                  | Dynamo Moscou         | D1                    | 17          | 0           | 3                     | 0                     | 20    | 0     |
| 1959                  | Dynamo Moscou         | D1                    | 4           | 0           | 1                     | 0                     | 5     | 0     |
| 1960                  | Dynamo Moscou         | D1                    | 12          | 0           | -                     | -                     | 12    | 0     |
| 1961                  | Dynamo Moscou         | D1                    | 5           | 0           | -                     | -                     | 5     | 0     |
| 1962                  | Dynamo Moscou         | D1                    | 15          | 0           | 3                     | 0                     | 18    | 0     |
| 1963                  | Dynamo Moscou         | D1                    | 12          | 0           | 2                     | 0                     | 14    | 0     |
| 1964                  | Dynamo Moscou         | D1                    | 5           | 0           | 2                     | 0                     | 7     | 0     |
| Total sur la carrière | Total sur la carrière | Total sur la carrière | 83          | 0           | 14                    | 0                     | 97    | 0     |

## Palmarès
Union soviétique
- Champion olympique en 1956.

 Dynamo Moscou
- Champion d'Union soviétique en 1957, 1959 et 1963.
- Vainqueur de la Coupe d'Union soviétique en 1953.